# Discomorpha variegata
Discomorpha variegata is een keversoort uit de familie van de bladkevers (Chrysomelidae). De wetenschappelijke naam van de soort werd in 1758 als Cassida variegata gepubliceerd door Carl Linnaeus in Systema naturae.